# Raoul Moretti
Pour les articles homonymes, voir Moretti.
Raoul Moretti est un musicien français, compositeur, orchestrateur et auteur de chansons, né le 10 août 1893 à Marseille, mort le 8 mars 1954 à Vence (Alpes-Maritimes).

## Biographie
Après des études musicales, Raoul Moretti compose et joue au piano ses créations musicales, dans des cabarets, qui le font connaître rapidement au-delà de Marseille et de la Provence, notamment avec le titre : Quand on aime on a toujours vingt ans. 
Raoul Moretti s'installe ensuite à Paris, et crée des chansons pour de célèbres artistes de music-hall, notamment Maurice Chevalier, Mistinguett, Marie Dubas, etc.
À partir de 1924, il compose également pour l'opérette et l'opéra-bouffe et obtient des succès durables avec de nombreux titres, entre autres La Fille du bédouin, chanté par Georges Milton.
Les succès s'enchaînent jusqu'à la Seconde Guerre mondiale. Après la guerre, Raoul Moretti réalise une dernière comédie musicale, mais la mode a changé et il ne retrouve plus le succès d'avant-guerre.
En 1948, il se retire à Marseille.
En janvier 1953, Jacques Hélian et son orchestre enregistrent un album-hommage intitulé "Les succès de Raoul Moretti: Airs de films et d'opérettes"
Il meurt en mars 1954, et est inhumé au cimetière de Vence.

## Œuvres musicales

### Opérettes, opéra-bouffes et comédies musicales
- 1924 : En Chemyse (opéra-bouffe)
- 1924 : Troublez-moi (opérette)
- 1925 : Trois jeunes filles nues (opérette)
- 1927 : Comte Obligado (opérette)
- 1930 : Rosy (opérette)
- 1930 : Six filles à marier (opérette)
- 1930 : La Femme de minuit (opérette)
- 1934 : Les Sœurs Hortensias (opérette)
- 1935 : Les Joies du Capitole (opérette)
- 1935 : Simone est comme ça (comédie musicale)
- 1939 : Destination inconnue (opérette)
- 1941 : Le Mariage de Blanche-Neige (opérette)
- 1945 : La Revue des Capucines, livret de Pierre Louki, Mauricet, Serge Veber,  musique de Mitty Goldin, Perre Mercier, Raoul Moretti, mise en scène Louis Blanche, Théâtre des Capucines[2]
- 1946 : Monsieur Colibri (comédie musicale)

### Filmographie
Musiques de films
- 1928 : Trois jeunes filles nues de Robert Boudrioz
- 1930 : Sous les toits de Paris de René Clair
- 1930 : L'Enfant de l'amour de Marcel L'Herbier
- 1931 : Le Costaud des PTT de Jean Bertin
- 1931 : Delphine de Jean de Marguenat et Roger Capellani
- 1931 : Il est charmant de Louis Mercanton d'après l'œuvre d'Albert Willemetz
- 1932 : Simone est comme ça de Karl Anton
- 1932 : Cognasse de Louis Mercanton
- 1932 : Ma femme... homme d'affaires de Max de Vaucorbeil
- 1932 : Si tu veux d'André Hugon
- 1932 : Le Roi des palaces de Carmine Gallone
- 1933 : Ah ! Quelle gare ! de René Guissart
- 1933 : King of the Ritz de Carmine Gallone
- 1933 : Un soir de réveillon de Karl Anton
- 1933 : Melodía de arrabal de Louis Gasnier
- 1933 : Champignol malgré lui de Fred Ellis
- 1934 : Le Secret d'une nuit de Félix Gandéra
- 1934 : Vive la compagnie de Claude Moulins
- 1935 : Le Comte Obligado de Léon Mathot
- 1935 : Les Sœurs Hortensias de René Guissart
- 1938 : Chipée de Roger Goupillières
- 1938 : Chantons quand même de Pierre Caron
- 1940 : Bécassine de Pierre Caron
- 1940 : Moulin rouge d'André Hugon
- 1941 : La Prière aux étoiles de Marcel Pagnol
- 1941 : Vénus aveugle d'Abel Gance
- 1942 : Mélodie pour toi de Willy Rozier
- 1943 : Une femme dans la nuit d'Edmond T. Gréville
- 1943 : Après l'orage de Pierre-Jean Ducis
- 1943 : Une vie de chien de Maurice Cammage